# Dönissens gelbe Knorpelkirsche
Dönissens gelbe Knorpelkirsche, auch Bernsteinkirsche, Honigkirsche, Wachskirsche, Schwefelkirsche oder Weißkirsche ist eine zu den Knorpelkirschen gehörende gelbe Sorte der Süßkirschen. Sie ist aufgrund ihrer farblichen Besonderheit eine der bekanntesten Kirschsorten Deutschlands.

## Herkunft
Die Sorte wurde in Guben  als Sämling entdeckt und nach ihrem Züchter benannt.
Sie wurde vom Pomologen Georg Liegel 1825 erstmals erwähnt.

## Frucht

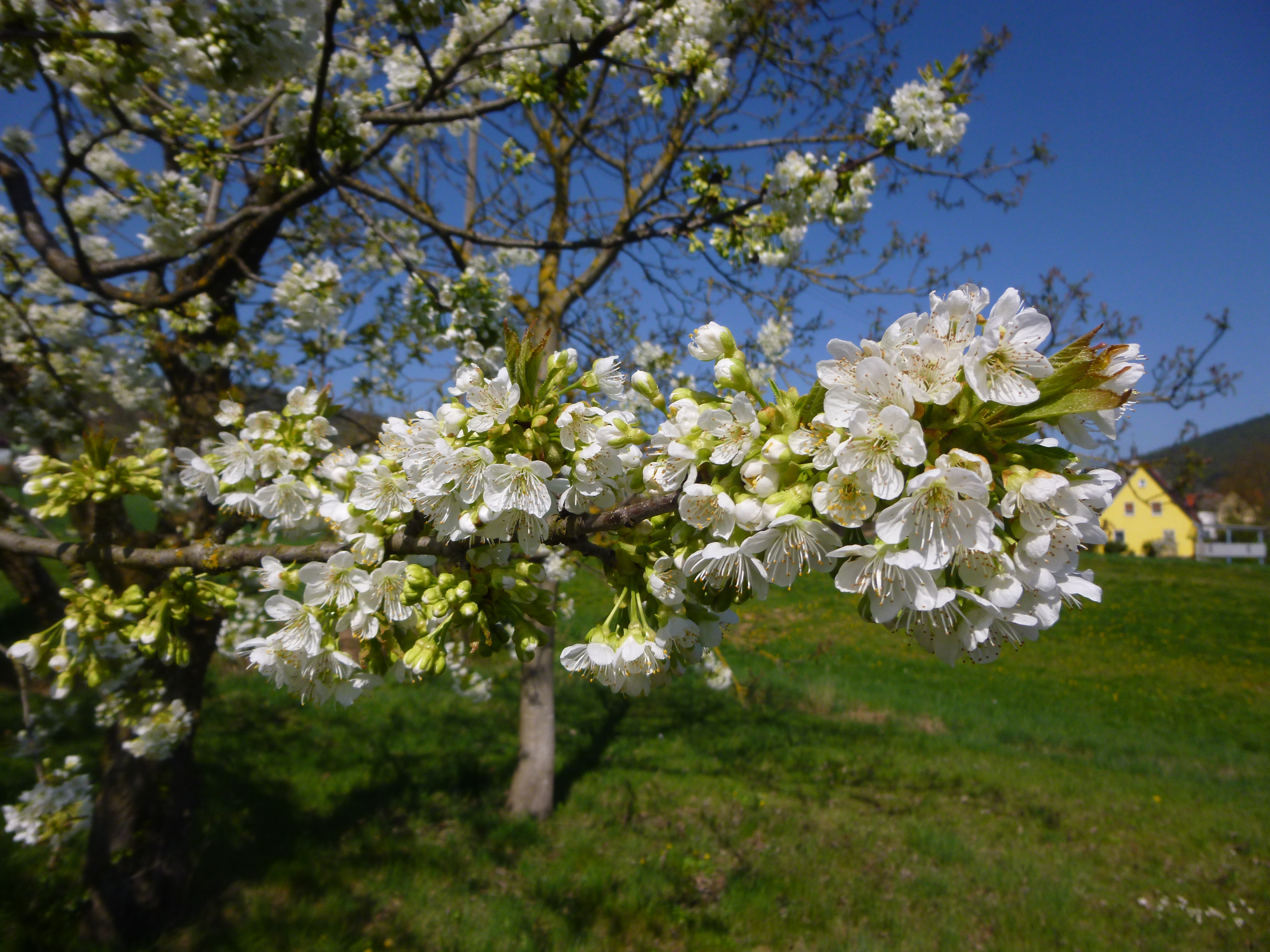
Blüte an einem bereits älteren Baum der Sorte Dönissens gelbe Knorpelkirsche.

Die Frucht ist mittelgroß, breit herzförmig, stempelseitig abgerundet, selten auch nierenförmig. Die feste Haut ist blass gelb, in der Überreife leicht bräunlich. Das Fruchtfleisch ist ebenfalls blass gelb, mittelfest, süß bei geringer Säure, vor der Vollreife leicht bitter. Sie hat eine geringe Platzfestigkeit. Der Stein ist mittelgroß, asymmetrisch rundlich bis oval-rundlich, unten
variabel abgerundet oder auch scharf zugespitzt. Der Stiel ist etwa 6 cm lang, dünn und grün, die Stielgrube ist flach bis mitteltief. Sie reift in der 5. bis 6. Kirschwoche. Aufgrund der Farbe leidet die Sorte deutlich weniger unter Vogelfraß und Kirschfruchtfliegenbefall als andere.

## Baum
Der Baum ist robust und wächst stark mit schrägen, steil aufrechten Leitästen und waagerechten Seitenästen. Die Krone ist kugelig und dicht verzweigt. Er ist selbststeril und braucht einen Befruchtungspartner. Geeignet sind hierzu Büttners Rote Knorpelkirsche, Große Prinzessin oder Schneiders späte Knorpelkirsche. Er blüht spät, zu Blühbeginn gemeinsam mit rein grünem Blattaustrieb. 

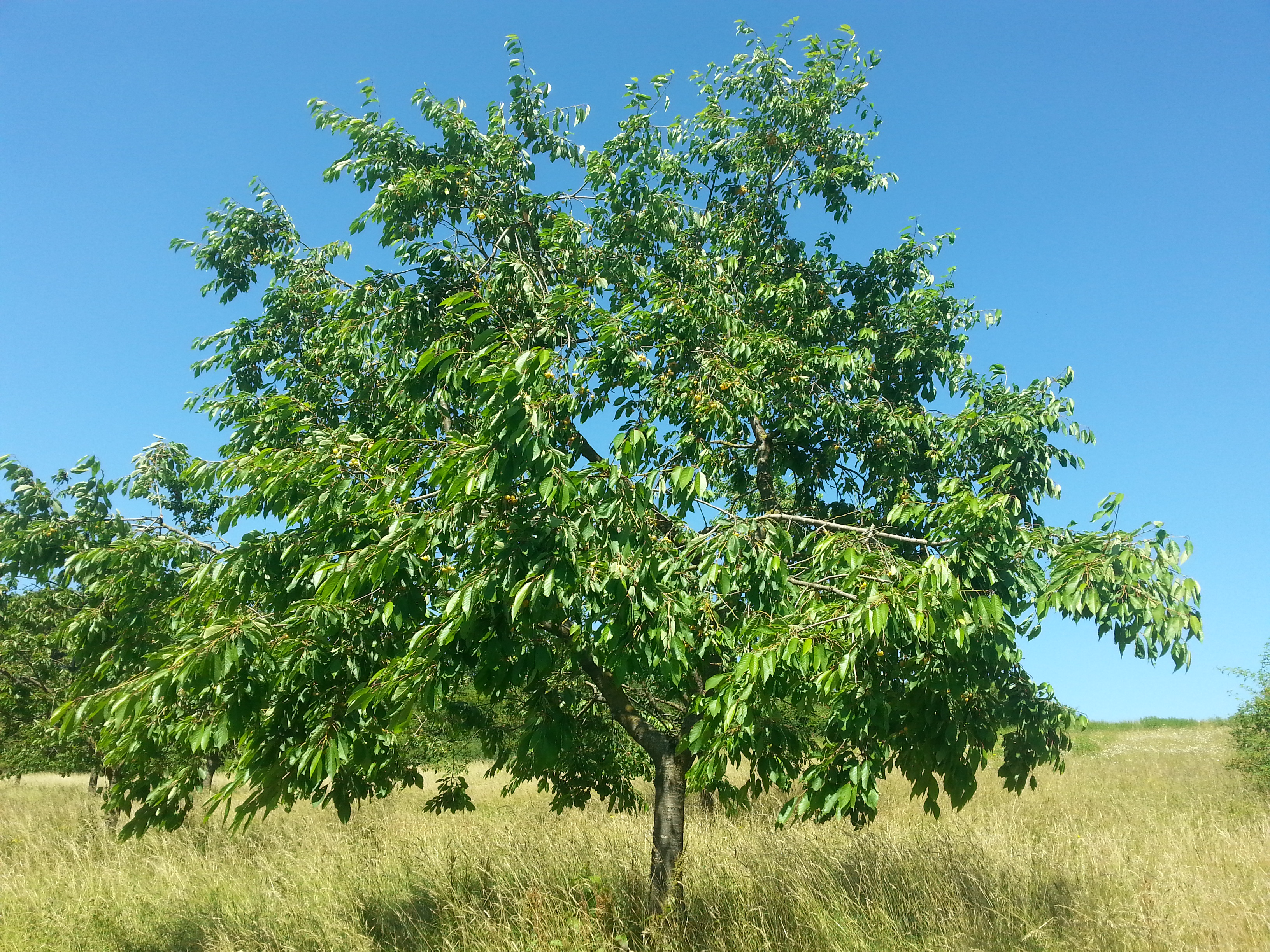
Baum der Sorte Dönnissens gelbe Knorpelkirsche